# Alberico Archinto
Alberico Archinto, född 8 november 1698 i Milano, död 30 september 1758 i Rom, var en italiensk kardinal och ärkebiskop. Han var kardinalstatssekreterare från 1756 till 1758.

## Biografi
Alberico Archinto var son till greve Carlo Archinto och Giulia Barbiani. År 1722 blev han iuris utriusque doktor vid Pavias universitet och var för en tid refendarieråd vid Apostoliska signaturan. Han prästvigdes år 1736.
I september 1739 utnämndes Archinto till titulärärkebiskop av Nicaea och biskopsvigdes av biskop Ludovico Calini i Milanos katedral den 1 november samma år. 
I april 1756 upphöjde påve Benedikt XIV Archinto till kardinalpräst med San Matteo in Merulana som titelkyrka. Senare nämnda år blev han kardinalstatssekreterare. Kardinal Archinto deltog i konklaven 1758, vilken valde Clemens XIII till ny påve.
Kardinal Archinto avled i Rom år 1758 och är begravd i kyrkan San Lorenzo in Damaso.

## Bilder

Kardinal Alberico Archintos titelkyrkor
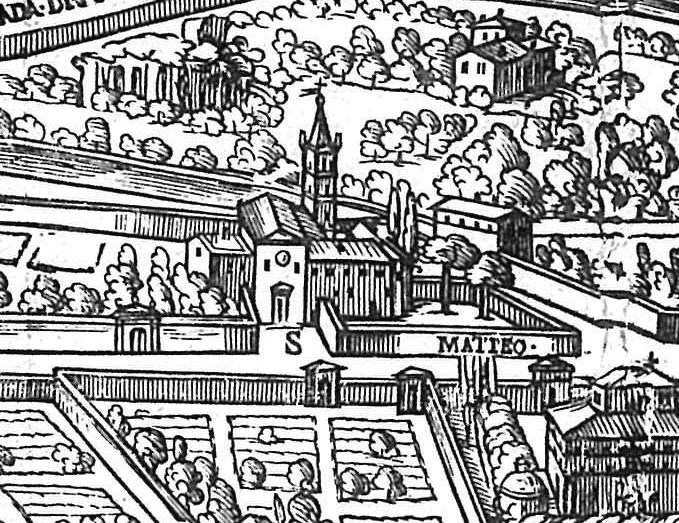
San Matteo in Merulana.
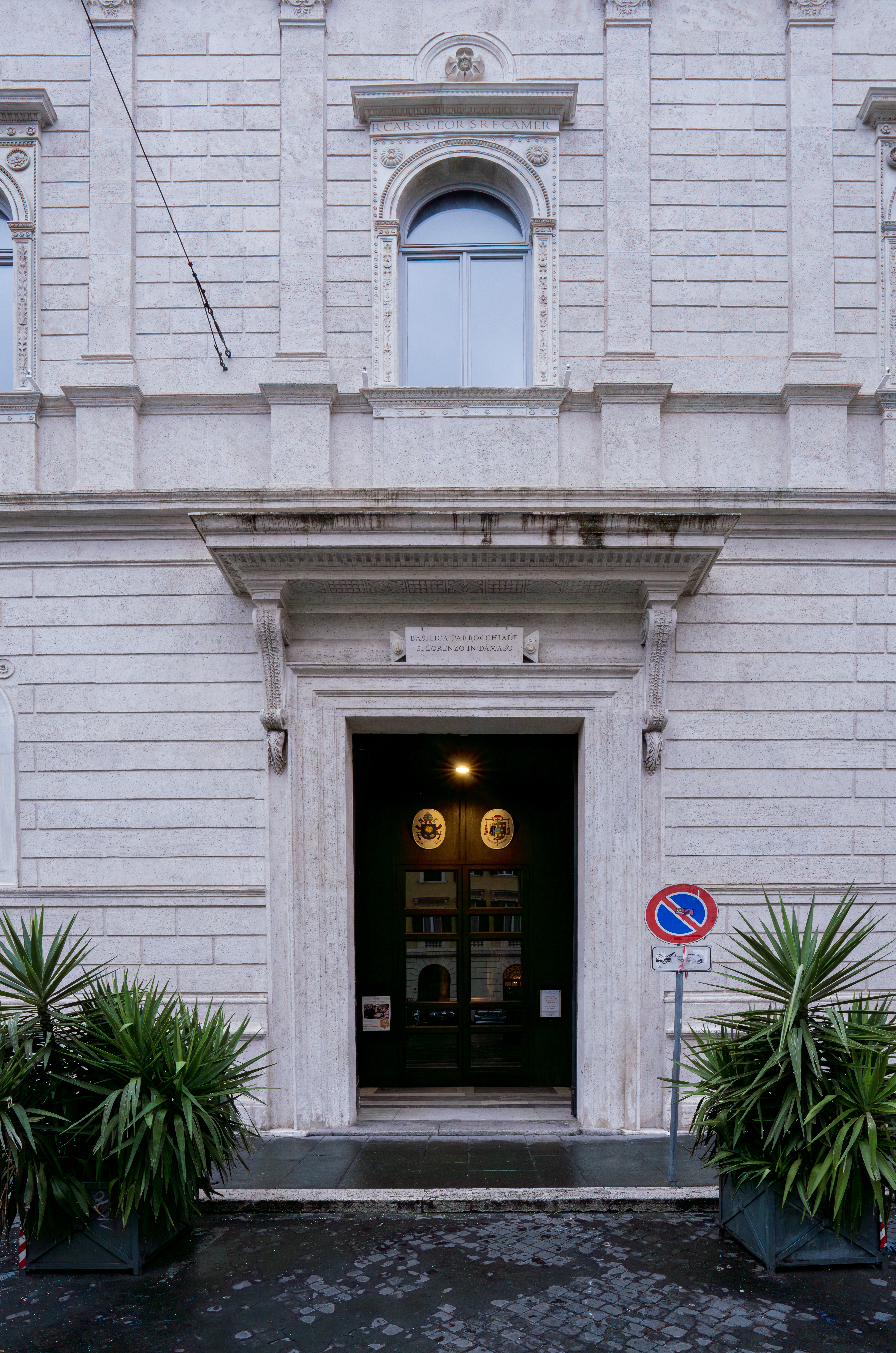
San Lorenzo in Damaso.